# Église Saint-Yves de Plounéour-Ménez
Pour les articles homonymes, voir saint Yves.
L’église Saint-Yves de Plounéour-Ménez (Finistère) fut construite en 1651, à l'emplacement d'une église plus ancienne. Elle est située au sein d'un enclos paroissial. L'église elle-même et l'arc de triomphe ont été classés monument historique par arrêté du 27 mars 1914 ; la porte monumentale, le mur de clôture et le terrain de l'enclos ont été classés par décret du 5 juin 1925.

## Description
Son architecture plutôt sobre, met en évidence les grandes dimensions de l'édifice et en particulier du clocher qui culmine à plus de 50 m ce qui en fait l'un des plus hauts du Finistère, tout au moins en ce qui concerne les églises paroissiales.
L'enclos est accessible par un très bel arc de triomphe en grand appareillage de pierre, à l'est de l'église.
Notons aussi quelques "trésors" dont :
- le calvaire du placître, daté de 1540, soit l'un des tout premiers datés de Basse-Bretagne ;
- les deux statues du porche, en granit de Kersanton, réalisées par  Roland Doré et représentant Saint Jean et Saint Matthias ;
- la chaire, vraisemblablement du XVIIe siècle, qui abrite sur sa cuve les quatre évangélistes en bas-relief ainsi que diverses scènes de l'Ancien et du Nouveau Testament tout au long de sa balustrade;
- les trois retables dont celui du Rosaire et surtout celui des Trépassés dans la chapelle Nord de l'église (déposé fin 2005 pour restauration).

Sur l'une des deux cloches se lit l'inscription suivante :
« Bénite par Mr Y. Le Lann Recteur de Plounaour-Menes.

Parrain Mr Sébastien J. Le Dall, baron de Tromelin, ancien capitaine de frégate, chevalier des ordres royaux de St Louis, de la légion d’honneur et de l’ordre de St Georges et des deux Siciles.

Marraine Madame Leontine (?) Le Hénaff, née Revel.

Maire Mr Théophile JM. Le Hénaff.

Trésorier Mr JM. Poitevin.

Membres du conseil Claude Martin, Jean Henry.

Fondue par Briens frères à Morlaix. 1832 »